# Douglas McArthur Hogg
Douglas McArthur Hogg, britanski general, * 1888, † 1965.